# Сенин, Никита Трофимович
Никита Трофимович Сенин (1897, город Одесса Херсонской губернии, теперь Одесской области — ?) — советский государственный деятель, министр рыбной промышленности Украинской ССР. Депутат Верховного Совета УССР 2-го созыва. Кандидат технических наук.

## Биография
Родился в семье рабочего Одесского порта. Трудовую деятельность начал в 1918 году рабочим в пекарне.
В 1918—1922 годах — в Красной армии, воевал на Южном и Западном фронтах.
После окончания гражданской войны в России снова работал мастером-булочником, заведовал производством в г. Белёв Тульской области.
Член ВКП(б) с 1927 года.
В 1936 году окончил Московский рыбный институт, а затем аспирантуру при институте. Защитил кандидатскую диссертацию, работал на педагогической работе в Московском рыбном институте.
В 1939—1940 годах — на ответственной работе в Комиссии Партийного Контроля при ЦК ВКП(б).
В 1940—1946 годах — заместитель народного комиссара рыбной промышленности СССР.
В 1946 — 31 января 1949 г. — министр рыбной промышленности Украинской ССР.
В 1950—1960-х годах работал деканом факультета промышленного рыболовства Калининградского технического института рыбной промышленности и хозяйства.

## Награды
- орден Ленина (23.01.1948)
- орден «Знак Почёта»
- медали